# Ergasticus
Ergasticus is een geslacht van krabben uit de familie Inachidae. De wetenschappelijke naam van het geslacht is voor het eerst geldig gepubliceerd in 1882 door Alphonse Milne-Edwards.
Het geslacht is monotypisch met als enige soort Ergasticus clouei A. Milne-Edwards, 1882.
Edward John Miers beschreef in 1886 een nieuwe soort die hij tot dit geslacht rekende als Ergasticus naresi maar deze is later naar het geslacht Pleistacantha verplaatst als Pleistacantha naresii.
De naam Ergasticus komt van het Grieks voor "werker" (travailleur in het Frans) en verwijst naar het Franse onderzoeksschip Travailleur. E. clouei werd namelijk ontdekt tijdens een expeditie met dit schip in 1881.

## Soort
- Ergasticus clouei A. Milne-Edwards, 1882